# Greenwichi középidő

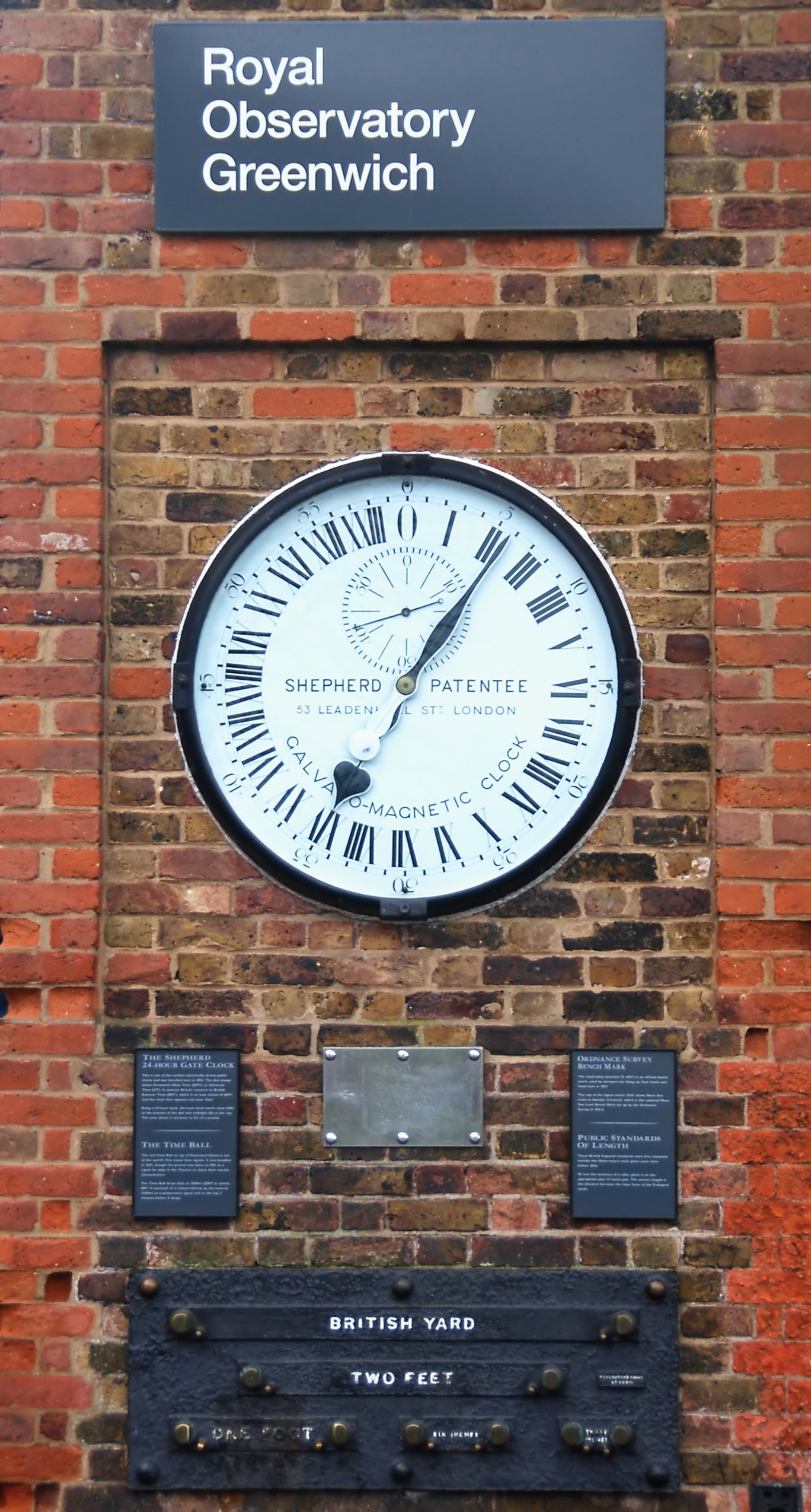
A Greenwichi Királyi Obszervatórium órája mutatja a helyi időt

A greenwichi (ejtsd: grinicsi) középidő (angolul Greenwich Mean Time, GMT) az az időzóna, amely a nulla délkörön megy át.
Mára elavult viszonyítási alap volt, amihez a Föld további időzónáinak helyi idejét igazították. A GMT a Föld valódi forgásához igazodik, ezért a nem csillagászati vonatkozású időmérések esetében mint megnevezés továbbra is alkalmazható.

## Története
1884-ben a Nemzetközi Meridián Konferencia azt a döntést hozta, hogy az angliai Greenwichi Királyi Obszervatórium helyi ideje legyen az a kiindulási időzóna, amihez a többi időzóna idejét viszonyítják. A helyszín kiválasztásában szerepet játszott, hogy addigra a térképek kb. 2/3-a ezt használta kezdő meridiánként (itt halad át kezdő délkör, amit nulla hosszúsági fokkal jelölnek).
1955-ben megjelentek a céziummal működő atomórák. Az atomóra használata egyszerűbb, mint csillagászati megfigyelésekkel meghatározni a pontos időt, másrészt az általa szolgáltatott időjel stabilabbnak bizonyult. Felmerült emiatt, hogy a pontos időt a továbbiakban atomórák segítségével állítsák elő. Kiderült azonban, hogy az atomórák által szolgáltatott idő és a Föld forgása alapján megállapított idő eltér egymástól. 
Ugyanakkor kívánatos volt, hogy megmaradjon a polgári (és katonai) életben a GMT használata, mivel a GMT a Föld forgásához van igazítva. 1958-ban létrejött az International Atomic Time nevű szervezet (röviden: TAI). Ennek az lett a feladata, hogy összhangot teremtsen az atomórák által számolt idő és a Föld forgása alapján meghatározott idő között. 
1961-ben váltotta le hivatalosan a GMT használatát az egyezményes koordinált világidő (UTC).